# Деміен Сендоу
Аарон Стівен Хаддад (англ. Aaron Steven Haddad, нар. 8 березня 1982) — американський професійний реслер. В даний час виступає в WWE під ім'ям Деміен Сендоу (англ. Damien Sandow). Раніше з'являвся в WWE під ім'ям Ідол Стівенс (англ. Idol Stevens), а також виступав в Ohio Valley Wrestling, FCW і WWC. Стівенс володар декількох титулів з різних федерацій про-реслінгу.

## Біографія
Аарон Стівенс Хаддад народився 8 березня 1982 року у місті Вустер (штат Массачусетс). Його батьки мали ліванські корені і народилися на Близькому Сході. Сама прізвище Хаддад в перекладі з арабського означає «коваль». Аарон навчався спочатку в місцевій Центральній Католицькій Середній Школі, а потім в Вустерського Державному Університеті, де він спеціалізувався на психології.

### Початок кар'єри
Стівенса тренував легендарний тренер Кілер Ковальські на арені Chaotic Wrestling, де Стівенс дебютував 23 червня 2001 року. В першому бою він програв Крісу Харві. Стівенс сформував команду з Edward G.Xtasy, яка називалася One Night Stand. Вони двічі билися з Little Guido Maritato і Луїсом Ортісом за титул Chaotic Wrestling Tag Team Championship і виграли, але втратили його через два місяці в бою з Джоном Уолтерсом і Вінсом Вікалло. У найближчі кілька років до підписання контракту з WWE він мав 3 титули — 2 Chaotic Wrestling Heavyweight Championship, і 1 Chaotic Wrestling New England Championship, але всі програв.
Стівенс дебютував на World Wrestling Alliance 22 листопада і знову об'єднується з Edward G.Xtasy і з Джиммі Снуком щоб перемогти команду Екмо і Кімо і Пет Пайпера. Там же він бився з Денні Девісом за WWA Heavyweight Championship, але програв його Джоні Едельманну.

### Ohio Valley Wrestling (2002—2006)
Стівенс підписав контракт з WWE після проведених пробних матчів проти таких реслерів як: Стівен Річардс, Team Angle, Джонні Найтро і Мейв. Пізніше він був переведений в Ohio Valley Wrestling (OVW), де працював з 2002 по 2006 під ім'ям Аарон «Ідол» Стівенс. На одному з домашніх шоу в 2004 році Стівенс і Нова побили OVW Southern Tag Team Championship Кріса Кейджа і Танка Толанда. 4 січня 2006 Стівенс завоював Championship OVW Television після заміни Кена Доун в матчах з Брентом Олбрайтом і тодішнім чемпіоном CM Панком. [11] Доун побили до матчу і його замінив Стівенс.

### SmackDown! (2006)
4 серпня 2006 Стівенс перейшов на SmackDown!, де дебютував як Ідол Стівенс (разом з Кейсі Джеймсом). Обох представила публіці Мішель Маккул як «своїх улюблених домашніх тварин». Двічі він бився з Фунакі і Скотті Ту Хотті і в обох випадках виграв за допомогою МакКул. Наступного тижня Стівенс і Джеймс перемогли чемпіонівкомандних змагань WWE чемпіонів Пола Лондона і Брайана Кендріка в матчі без титулів. На шоу 18 лютого Стівенс і його напарник влаштували засідку чемпіонам. Команди рочали ворожнечу а Кендрік і Лондон завербували собі в команду Ешлі Массаро, щоб вона протидіяла МакКул. Ворожнеча також торкнулася команду Джеймі Нобла і Кіда Кеша, які теж хотіли отримати Tag Team Championship. Джеймс і Стівенс на No Mercy 8 жовтня отримали можливість завоювати титул, але не змогли. Після цього обидва були зняті з шоу і відправлені назад в Ohio Valley Wrestling.

### Повернення в OVW (2007)
Після видалення Стівенса з основного ростера WWE і після того як Мішель Маккул була госпіталізована, Стівенс повернувся в OVW. Після повернення в OVW він програв Чарльзу Евансу, але 14 березня 2007 він переміг Пола Берчілла і завоював титул чемпіона OVW. Пояс OVW оголосили вакантним і призначили тристоронній матч з Стівенсом, Берчіллом і Джеєм Бредлі, в якому перемогу здобув Бредлі. Менеджери знову призначили тристоронній бій за титул OVW, але цього разу на кон поставили машину Стівенса і будинок Бёрчілла — Бредлі знову переміг, отримавши крім титулу все вищеперелічене. Останній матч Стівенса на OVW був груповий матч 5 на 5, де він виступав на стороні Ел Сноу, Атласа ДаБоне, Чета Джетта і Кольта Кабани проти Майкла Круела, Рамона, Рауля, Бельгійського Бролера та Володимира Козлова.

### Ohio Valley Wrestling (2008—2009)
Ідол ще раз повернувся в OVW. Це сталося 12 грудня 2008, і переміг чемпіона OVW у важкій вазі Ентоні Бравадо в матчі без дискваліфікації. Ця перемога гарантувала йому бій за цей титул. 26 листопада він виграв пояс чемпіона OVW, ставши дворазовим чемпіоном. 3 грудня 2008 Стівенс об'єднався в команду з Юджином щоб взяти участь в турнірі за пояса південних командних чемпіонів OVW. У першому турі вони перемогли команду Тета Лямбда Псі, проте через тиждень програли команді Ентоні Бравадо і Бака. 14 лютого 2009 Стівенс програє свій титул OVW чемпіона Майку Мондо. Його останній матч відбувся 11 лютого — це був матч-реванш за титул OVW, але Мондо зумів його захистити.

### World Wrestling Council (2009—2010)
Ідол вирушив в Пуерто-Рико, в World Wrestling Council, але вже як протеже Хосе Чапарро і як член «American Family». Він дебютував 28 лютого 2009 року, перемігши Ангела. Він переміг BJ в матчі за WWC Puerto Rico Heavyweight Championship, але потім програв його Шейну Сьюеллу. 15 серпня 2009 Стівенс і Шон Спірс перемогли «Грім і блискавку» і стали новими WWC World Tag Team чемпіонами. Пізніше у Стівенса почалася ворожнеча зі Спірс, яка закінчилася на «Ейфорії 2010». Далі Стівенс знову виграв WWC Tag Team Чемпіонство, але тепер вже з King Tonga Jr., перемігши «Грім і блискавку». Але 31 жовтня «Грім і блискавка» відібрали свій титул назад. 20 лютого 2010 Чикало представив Стівенсу його нового командного партнера — Браяна. 13 березня Стівенс і Чикало перемогли «Грім і блискавку» і знову завоювали титули, але коли Стівенс об'єднався з Королем Тонга молодшим вони їх програли команді «Los Aerios» (Карліто і Хірам Туа) 24 квітня 2010. Стівенс повернув своє WWC Tag Team чемпіонство, об'єднавшись з Аббадо і перемігши «Los Aerios» 11 червня 2010. Його останній матч в WWC до підписання контракту з WWE відбувся 31 липня 2010 року — в ньому він програв Джо Дону Сміту.

### Florida Championship Wrestling (2010—2012)
14 червня 2010 було повідомлено, що Стівенс підписав новий контракт з WWE, і змінив псевдонім на «Деміен Сендоу», застосовуючи при цьому абсолютно нові прийоми. 3 грудня Сендоу виграв Florida Tag Team Championship з Тайтусом О'Нілом, перемігши команду Ксав'є Вудса і Мейсона Райана в матчі за вакантний титул. 25 березня 2011 Вони програли чемпіонство Річі Стімбот і Сету Роллінсу. Програвши титул, Стівенс відвернувся від О'Ніла і увійшов в команду Лакі Кеннона, Акса і Максін. Після розпаду групи Аарон став виступати в амплуа «зарозумілого» інтелектуала, перед цим перемігши Роллінгс 22 вересня і вигравши у нього FCW 15 Championship. 13 січня 2012 Сендоу програв титул Річі Стімботу.

### Інтелектуальний рятівник мас (2012)

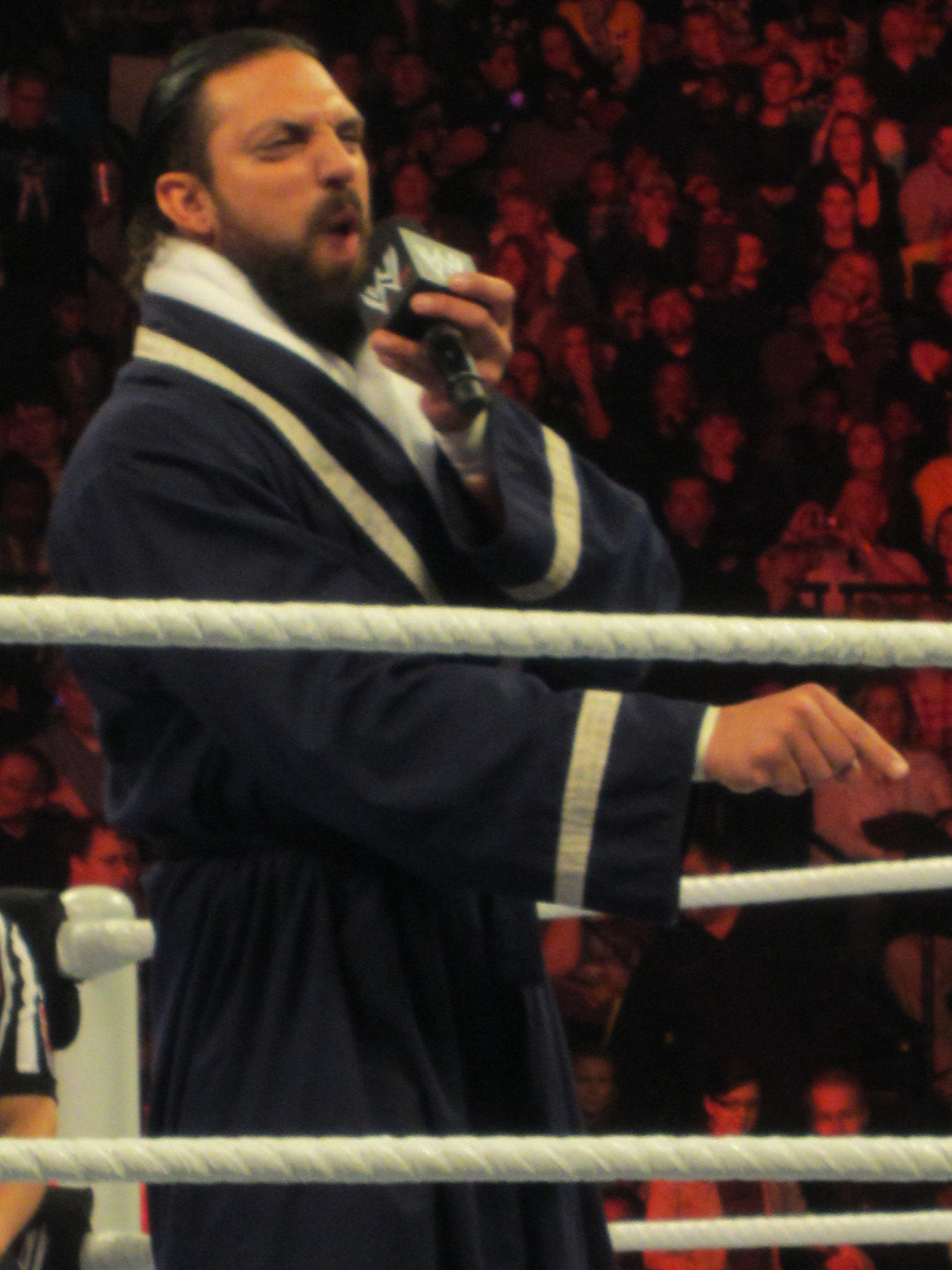
Сандоу у ролі інтелектуального рятувальника мас.

6 квітня 2012 на з епізодів SmackDown! Сендоу, зберігаючи свій образ інтелектуала, прочитав промо, в якому денонсував сучасну популярну культуру і звеличував свої чесноти.
Через кілька тижнів він з'явився на епізоді WWE SmackDown! 4 травня, де у нього мав відбутися бій, але він відмовився брати участь в запланованому матчі з Деріком Бейтманом, мотивуючи це тим, що аудиторія ні користі, ні вигоди для свого розуму з його матчу з цим противником не отримає. 18 травня на SmackDown! він знову відмовився битися, цього разу з Еси Тацуо, але той обізвав Сендоу боягузом, за що Сендоу побив його. На SmackDown! 25 травня Стівенс здобув свою першу перемогу в матчі проти Тацуо.
Наступного тижня він відмовився битися з Ізекілем Джексоном, але згодом погодився і виграв матч. На SmackDown! 8 червня Стівенс хотів атакувати Хорнсвоґла, над яким насміхався Джим Росс, але його встиг зупинити Тайсон Кідд. Наступного тижня на SmackDown! Сендоу переміг Кідда. 29 червня на SmackDown він переміг Зака Райдера і отримав право битися за кейс на PPV Money in the Bank. Однак матч виявився невдалим для нього, оскільки кейс виграв Дольф Зіглер.
На 1000 епізоді RAW Сендоу зіткнувся з D-Generation X і був обурений їх поведінкою, він заявив, що вони псують аудиторію і вчать її поганим речам; Він також заявив, що він стане мучеником, якщо DX його атакують; Незважаючи на це D-Generation X разом провели на ньому свої фінішери. Після цього Сендоу розв'язав ворожнечу з Бродуом Клеем. Він напав на Бродуса, коли той сміявся над відео з побиттям Сендоу на тисячному епізоді RAW.

## Альянс і фьюд з Коді Роудсом (2012—2013)
Згодом Деміен об'єднався в команду з Коді Роудсом.

## В реслінгу
- Фінішери
  - M14
  - Silencer

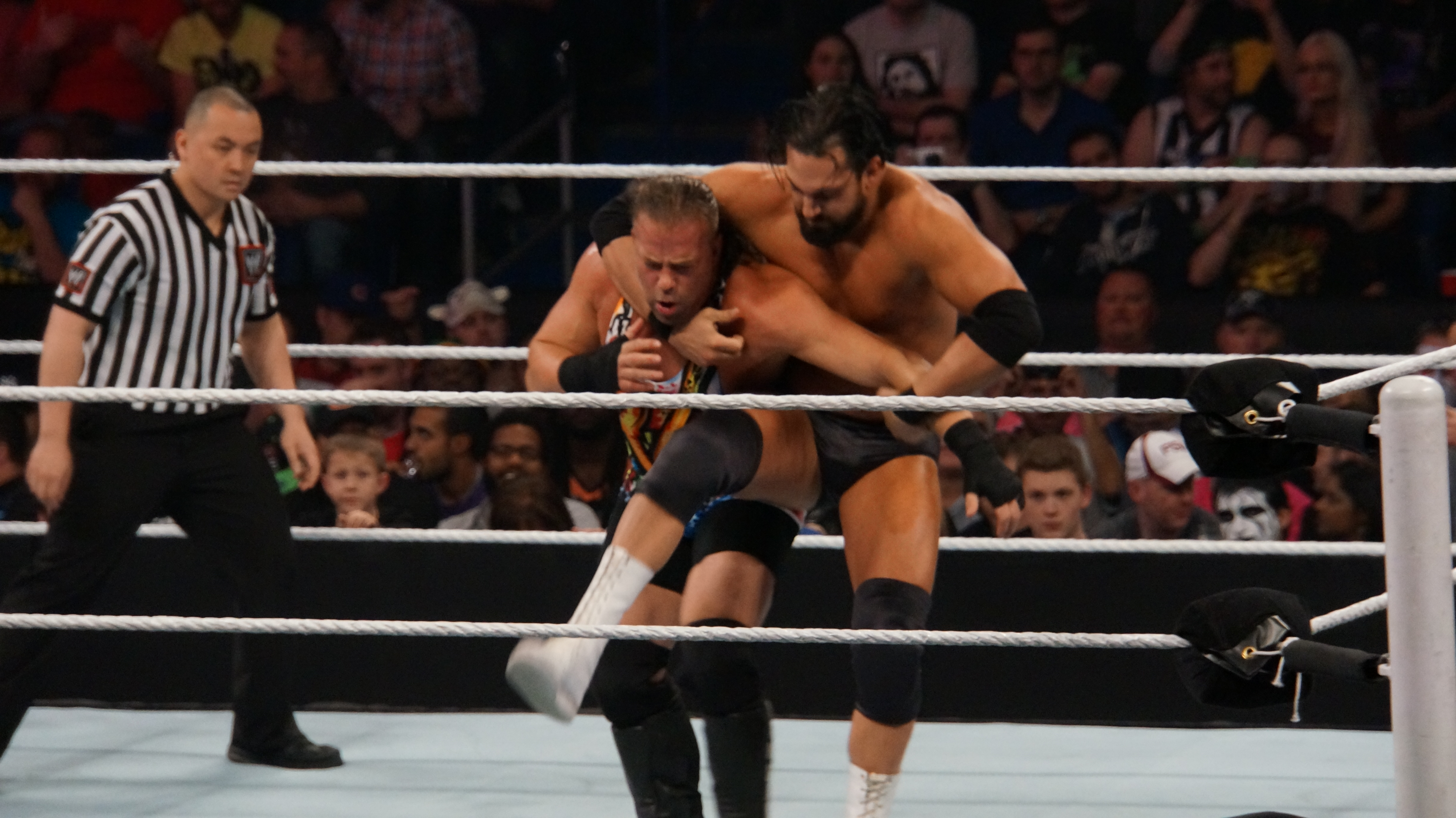
Сендоу виконує один зі своїх прийомів в матчіз Робом Ван Дамом.

  - Standing surfboard transitioned into a head stomp
  - Terminus
  - You're Welcome!
- Улюблені прийоми
  - Corkscrew neckbreaker
  - Cubito Aequet / Elbow of Disdain
  - Royal Arch (Kneeling inverted sharpshooter)
  - Single underhook followed by multiple knee lifts
  - Sitout rear mat slam
- Музичні теми
  - «Ісус Христос — суперзірка» від Ендрю Ллойда Веббера
  - «Симфонія № 9» від Антоніна Леопольда Дворжака
  - «Hallelujah Chorus» from Messiah Part II від Георга Фрідріха Генделя
  - «Алилуя» від CFO$
  - «I Came to Play» від Downstait

## Титули і нагороди
- Chaotic Wrestling
  - Chaotic Wrestling Heavyweight Championship (1 раз)
  - Chaotic Wrestling Tag Team Championship (1 раз) — з Edward G. Xtasy
- Florida Championship Wrestling
  - FCW 15 Championship (1 раз)
  - FCW Florida Tag Team Championship (1 раз) — з Тайтусом О'Нілом
- International Wrestling Association
  - IWA Hardcore Championship (1 раз)
- Ohio Valley Wrestling
  - OVW Heavyweight Championship (2 рази)
  - OVW Southern Tag Team Championship (1 раз) — з Нова
  - OVW Television Championship (1 раз)
  - Third OVW Triple Crown Champion
- Pro Wrestling Illustrated
  - PWI ranked him #50 of the top 500 singles wrestlers in the PWI 500 in 2013
- World Wrestling Council
  - WWC Puerto Rico Heavyweight Championship (1 раз)
  - WWC World Tag Team Championship (4 рази) — з Shawn Spears (1), Chicano (1), King Tonga Jr. (1) і Abbad (1)
- WWE
  - Money in the Bank (2013 — World Heavyweight Championship contract)